# King Kull
King Kull (qualche volta chiamato la Bestia o Uomo-Bestia) è un personaggio dei fumetti, nemico di Capitan Marvel. Inizialmente fu pubblicato dalla Fawcett Comics e poi divenuto di proprietà della DC Comics. Creato dallo scrittore Otto Binder e dal disegnatore C.C. Beck, la sua prima apparizione è in Captain Marvel Adventures n. 125 nell'ottobre 1951. Kull apparve nelle avventure di Capitan Marvel durante gli anni cinquanta e nel periodo in cui la DC Comics ripropose l'eroe negli anni settanta.

## Biografia del personaggio
Nell'era preistorica, King Kull era il sovrano dei Submen, una razza brutale, ma tecnologicamente avanzata, che dominava l'umanità fino alla rivoltà che li rovesciò. Kull sopravvisse fino al XX secolo in animazione sospesa, quindi si svegliò e ripetutamente minacciò gli uomini nel mondo moderno con la sua immensa forza e la bizzarra tecnologia. Viene sempre fermato da Capitan Marvel, ma in una particolare battaglia (in uno dei mescolamenti dei vari universi fumettistici che la DC Comics produsse annualmente dalla metà degli anni sessanta alla metà degli anni ottanta) sono stati necessari gli sforzi della Justice League e della Justice Society, come un unico gruppo di eroi nell'universo natale di Terra-S di King Kull e Capitan Marvel, chiamato non ufficialmente lo Squadrone della giustizia di Shazam. Molti di loro furono chiamati a causa del rapimento, da parte di Kull, del Mago Shazam, che diede i poteri a Capitan Marvel, e degli antichi dei che gli forniscono i poteri, dopo aver ottenuto l'accesso alla Roccia dell'Eternità con una nave più veloce della luce, paralizzandoli con un dispositivo che rallenta i loro impulsi, tranne Mercurio che era in grado di cavarsela nel tempo; dopo che Shazam ha fatto una comunicazione telepatica con lui, avverte altri eroi delle tre terre su Re Kull. Il Thunderbolt di Johnny Thunder aiuta i Marvel a recuperare i loro poteri e li trasporta sulla Roccia dell'Eternità.
Kull recluta l'aiuto di vari supercriminali delle tre terre, cercando di spazzare via l'umanità su tutte le terre in modo che il suo popolo possa governare ancora una volta. Sono tutti sconfitti e gli eroi si dirigono quindi verso la Rocca dell'Eternità, con Superman che guida l'attacco. Nonostante abbia trasformato Superman contro gli altri supereroi usando un pezzo di Kryptonite rosso che riempie di rabbia la mente di Superman e lo rende invulnerabile alla kriptonite verde, alla fine viene sconfitto dopo che il Capitano Marvel lo mette fuori combattimento, Jr. distrugge la Kryptonite Rossa, Mary libera gli Anziani e Cap usa i suoi fulmini per ripristinare la mente di Superman. Kull venne imprigionato con catene magiche che presumibilmente nemmeno Ercole non poteva rompere e gli eroi tornarono nei loro mondi.
King Kull è apparso occasionalmente come membro della Società dei Mostri del Male. Il personaggio non è apparso finché la vicenda di Capitan Marvel non fu ripresa nella storia Crisi sulle Terre infinite, nel 1985. Qualche volta viene confuso con Kull di Valusia, un re ed eroe barbaro creato da Robert E. Howard, ma il Kull di Howard era un antico umano in fumetti del genere della spada-e-stregoneria e non un protoumano con tecnologia avanzata.